# 에두아르 랄로

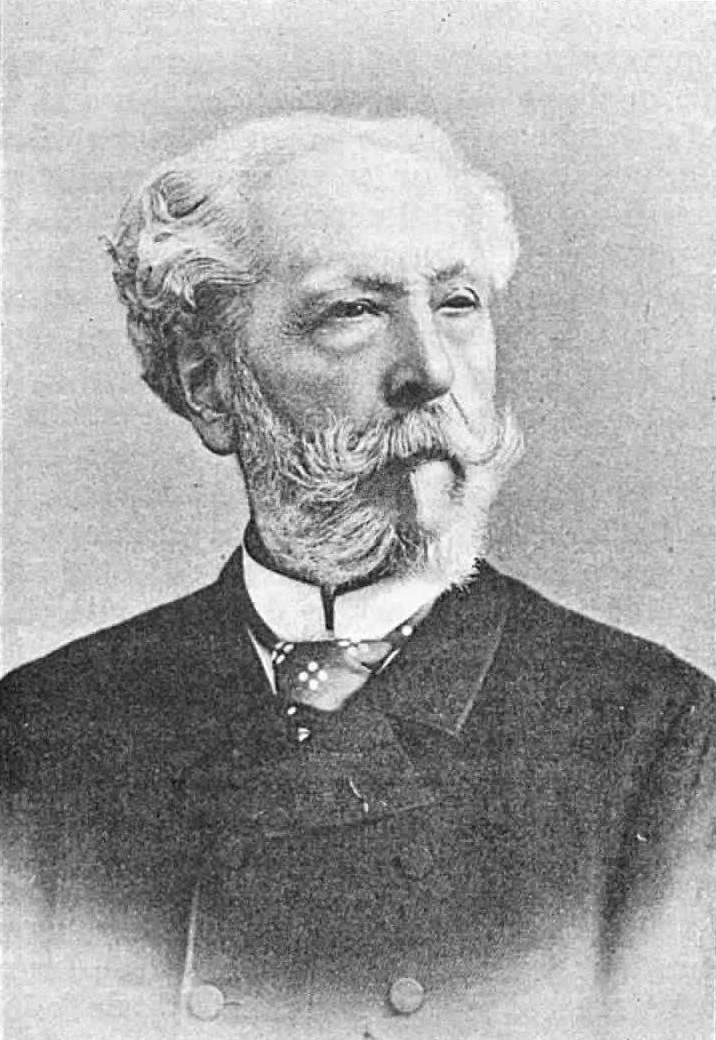

에두아르 빅토르 앙투안 랄로(프랑스어: Édouard Victor Antoine Lalo, 1823년 1월 27일 ~ 1892년 4월 22일)는 프랑스의 작곡가이다. 주요 작품으로는 스페인 교향곡, 이스의 왕, 피에스크 등이 있다.

## 생애
1823년 프랑스의 리이유(릴)의 스페인계 군인가문에서 태어난 랄로는 리이유에서 기초적인 음악을 배운후 파리음악원(conservatoire)에서 아브네크에게서 바이올린을, 쉬르호프, 크레빌 등에게서 작곡을 배웠다. 1855년부터는 현악 4중주의 비올라 주자로 활동하였고, 1865년 이후에는 작곡에 전념해서, 1867년에는 그의 최초의 가극인 '피에스크'(테아트르리리크의 콩쿠르에서 3위로 입상)를 써냈고 1874년에는 그의 첫 번째 바이올린 협주곡(Concerto for Violin in F major op.20)을 '사라사테'(Pablo de Sarasate)에게 헌정해 큰 성공을 거둔 후 그의 두 번째 바이올린 협주곡( Symphonie Espagnole op.21)을 또다시 사라사테에게 헌정해서 큰 성공을 거두었다. 그 후 그는 오페라 '이스의 왕'(Le Roi d’Ys), 발레곡 나무나, 디베르티멘토, 첼로 협주곡, 현악 4중주곡 등을 발표하였다.
und Klavier
- Op 07. Trio for Piano and Strings no 1 in C minor
- Op 08. Impromptus für Violine und Klavier
- Op 12. Sonata for Violin and Piano in D major
- Op 14. Deux piđèces für Violoncello und Klavier
- Op 16. Allegro für Violoncello und Klavier Es
- Op 17. Mélodies
- Op 18. Soirées parisiennes für Violine und Klavier
- Op 19. Streichquartett Es
- Op 20. Concerto for Violin no 1 in F major
- Op 21. Symphonie Espagnole ( violinconcerto )
- Op 26. Trio for Piano and Strings no 3 in A minor
- Op 27. Allegro appassionato
- Op 28. Guitare für Violine und Klavier
- Op 29. Violinkonzert Nr.4 f-moll Concerto russe
- Op 37. Concerto for Cello
- Op 45. Quartet for Strings in E flat major